# Beleghet, Bacău
Beleghet este un sat în comuna Agăș din județul Bacău, Moldova, România. El se află în partea de vest a județului, în culoarul Trotușului, între Munții Tarcău la nord și Munții Ciucului la sud, pe malul stâng al râului. La recensământul din 2002 avea o populație de 350 locuitori. Ocupațiile de bază ale locuitorilor sunt agricultura și exploatarea lemnului.